# رايلي داي
رايلي داي (في 30 مارس 2000-)، هي عداءة سريعة أسترالية، ولدت في بودسيرت [الإنجليزية] في أستراليا.

## وصلات خارجية
- رايلي داي على موقع الاتحاد الدولي لألعاب القوى (الإنجليزية)
- رايلي داي على موقع النتائج التاريخية لألعاب القوى الأسترالية (الإنجليزية)
- رايلي داي على موقع أوليمبيديا (الإنجليزية)